# Битка код Утике
Битка код Утике (203. п. н. е.) одвијала се крај Утике између римске војске под командом Сципиона Африканца и картагињанске војске под командом Хаздрубала Гискона. Обе стране имале су нумиђанске савезнике. Римљанима је помагао Масиниса, а Картагињанима Софакс. Изненадним ноћним нападом Публије Корнелије Сципион Африканац успео је да уништи бројну војску Картагињана и њихових нумиђанских савезника. Том победом Сципион је осигурао стратешку предност, јер се тежиште рата преселило из Италије и Иберије на афричко тло. Победа код Утике утрла је пут коначној победи Рима у Другом пунском рату.

## Увод
Римљани су по први пут извршили инвазију Африке током Првога пунскога рата и тај поход се окончао тешким поразом. Инвазија Африке у Другом пунском рату уследила је педесет година касније. Инвазија је била саставни део римских планова на почетку Другога пунскога рата, али Ханибал је преласком Пиринеја и Алпи 218. п. н. е. спречио остварење тих планова. Конзул Тиберије Семпроније Лонг, коме је био поверен задатак да изврши инвазију Африке морао је да се са својом војском враћа са Сицилије у Цисалпинску Галију да би бранио Рим са севера од Ханибала. Уследила је битка код Требије и низ других римских пораза, па је Апенинско полуострво више од деценије било главно поприште рата. Ситуација се касније променила. Римљани су 207. п. н. е. победили Хаздрубала Барку у бици код Метаура. До 205. п. н. е. Ханибалова војска је остајала без савезника. Освајањем Сиракузе и преотимањем делова Сицилије Римљани су створили базу за поморске нападе на афричку обалу.

## План Сципиона Африканца
Сципион Африканац је 206. п. н. е. након победе у бици код Илипа истерао Картагињане из Иберије. Почео је да планира инвазију Африке и Картагине. Изабран је 205. п. н. е. за конзула, али имао је проблема у Сенату са својим политичким противницима, а у првом реду са Квинтом Фабијем Максимом Кунктатором. Фабије Максим је сматрао да је поход у Африку превише ризичан и сматрао је да је главни задатак да се Ханибал избаци из Брутијума. Ипак када је Сципион коначно добио одобрење Сената за инвазију Африке, онда није добио довољна средства, па је целу годину дана провео у припремама. Долазак Гаја Лелија и његово пустошење области око Хипо Регија 205. п. н. е. упозорио је Картагињане на опасност велике инвазије, па су предузели различите мере да је спрече. Међутим, нису успели да наговоре македонскога краља Филипа V Македонскога да нападне Сицилију, а ни појачања, која су послали у Брутиј и Лигурију нису била довољна да се распламса рат на Апенинском полуострву. Једини већи успех постигао је Хаздрубал Гискон наговарајући краља западних Нумиђана Софакса да пређе на страну Картагињана дајући му своју ћерку за жену.

## Сципионова инвазија Африке
Инвазија Африке почела је 204. п. н. е. Неколико стотина транспортних бродова превезло је до 32.000 римских војника до рта Фарина, на око 35 km западно од Картагине. Римско искрцавање изазвало је панику, па је Сципион Африканац искористио метеж да заузме неколико градова и да пустоши околину. Хаздрубал Гискон је командовао одбраном и послао је много коњице да би зауставио Сципионово напредовање и ограничио кретање римских снага. Римљани су успели да униште те коњичке снаге близу Салека, па је Сципион имао привремену предност. Долазак Масинисе ојачао је римске снаге. Картагињански савезник Софакс није одмах пружио помоћ Картагињанима, па су Римљани могли да некажњено пустоше картагињанским територијама.

## Опсада Утике
Сципион Африканац је сакупио велики плен и много робова, па је ујесен 204. п. н. е. кренуо на Утику. Циљ му је био да заузме древни феничански град и да од њега створи базу за римске операције. Сципион је са флотом и са опсадним справама покушао да заузме град, али пошто није успео у директном нападу започео је опсаду Утике. У то време дошао је Софакс са великом нумиђанском војском и Хаздрубал Гискон са великом картагињанском војском, па је Сципион Африканац био присиљен да оконча опсаду Утике. Према Ливију и Полибију Хаздрубал је имао 33.000 војника, а Софакс 60.000 војника, али модерни историчари сматрају да су ти бројеви преувеличани. Ипак Сципион је пред бројчано надмоћнијом војском био присиљен да се повуче на један рт недалеко од Утике. Утврдио је узак појас, који је водио до зимовника и ослањао се на снабдевање морем са Сицилије, Сардиније и Иберије. Хаздрубал Гискон и Софакс поставили су своје логоре недалеко од римскога зимовника.

## Мировни преговори
Током зиме Картагињани су наставили да унапређују своју војску, па су изградили флоту са циљем да поморским путем блокирају снабдевање римске војске. Осим тога чекали су да им дођу најамници из Иберије и Лигурије. Дошло је до примирја захваљујући Софаксовим напорима да преговорима наведе две стране на окончање рата. Хаздрубал Гискон је прихватио основне мировне предлоге, по којима је требало да Римљани повуку своју војску из Африке, а Ханибал је требало да се повуче из Италије. Ипак мировни преговори нису обуставили војне припреме две стране за наставак рата. Сципион Африканац није ни намеравао да пристане на такве мировне предлоге, а преговоре је у почетку користио само да би покушао да Софакса наговори да пређе на страну Римљана. Пошто у томе није успео наставио је да шаље преговараче, чиме је са једне стране заваравао противника, а са друге стране преговарачи су имали прилику да извиђају положај и организацију картагињанске и нумидијске војске. Сципион је од својих преговарача сазнао да су колибе у картагињанском и нумиђанском логору направљене од дрвета, трске и другога запаљивога материјала.

## Спаљивање логора
Користећи те информације Сципион је испланирао напад. Знао је да се Картагињани спремају да нападну римско упориште, па је одлучио да почетком пролећа 203. п. н. е. изведе превентивни напад. Према Ливију и Полибију Сципион је распоредио око 2.000 војника на брду изнад Утике са циљем да завара непријатељску извидницу да припремају напад на Утику. Једну јединицу оставио је да брани логор против могућега напада. Главнина римске војске прешла је ноћу преко 10 km и пре зоре су стигли до Софаксовога и Хаздрубаловога логора. Сципион је поделио војску на два дела. Гај Лелије и Масиниса је требалои да нападну и потпале Софаксов логор. Софаксови Нумиђани су били ухваћени неспремни на спавању. Римска војска је пре напада опколила логор не остављајући много шанси за бег. Запалили су најпре колибе ван палисада, а ватра се раширила у логор и брзо се раширила по целом логору. Римљани су блокирали све излазе, па су побили много Нумиђана, који су ненаоружани побегли од ватре. Војска у Хаздрубаловоме логору пробудила се вестима о палежу Софаксовога логора. Многи су ненаоружани појурили да угасе ватру у нумиђанскоме логору, сматрајући да се ради о случајном палежу. Сципион је чекао управо тај тренутак, па је напао неорганизоване Картагињане, који нису могли да пруже организован отпор. У том препаду погинуо је највећи део картагињанске војске. Ипак Хаздрубал Гискон и Софакс успели су да побегну.

## Апијанова верзија
Апијан има другачију верзију догађаја. Према Апијану Сципион Африканац послао је само Масинису и своју коњицу да спрече Софакса да дође у помоћ Хаздрубалу. Са римским легијама Сципион је изненада напао Хаздрубалов логор и побио је готово сву војску. Покушај бега спречавала је римска коњица. Када је Софакс сазнао шта се дешава послао је јединицу коњице да помогне Хаздрубалу, али Масиниса је пресрео и потукао ту јединицу. Бојећи се да ће након победе над Хаздрубалом Сципион кренути са војском на њега, Софакс је напустио свој логор и повукао се.

## Последице
Картагињани су имали огромне губитке и готово да су остали без војске. Неки антички аутори се суздржавају од навођења специфичних бројки, а други наводе 30.000 или 40.000 погинулих и око 5.000 заробљених. Готово сви извори (сем Касијуса Диона) слажу се да су римски губици били минимални. Полибије је писао: "Зато се ова несрећа не може упоредити ни са једном другом, па ма колико преувеличаном, јер је ужасом превазишла све раније забележене догађаје." Те године уследила је Битка на Великим равницама, која се окончала још једним тешким поразом Хаздрубала Гискона и Софакса. Картагина је онда морала да позове Ханибала да се врати из Италије за коначни обрачун у бици код Заме 202. п. н. е., када је Картагина била поражена и услед тога окончао се Други пунски рат.